# Karl Eduard von Holtei

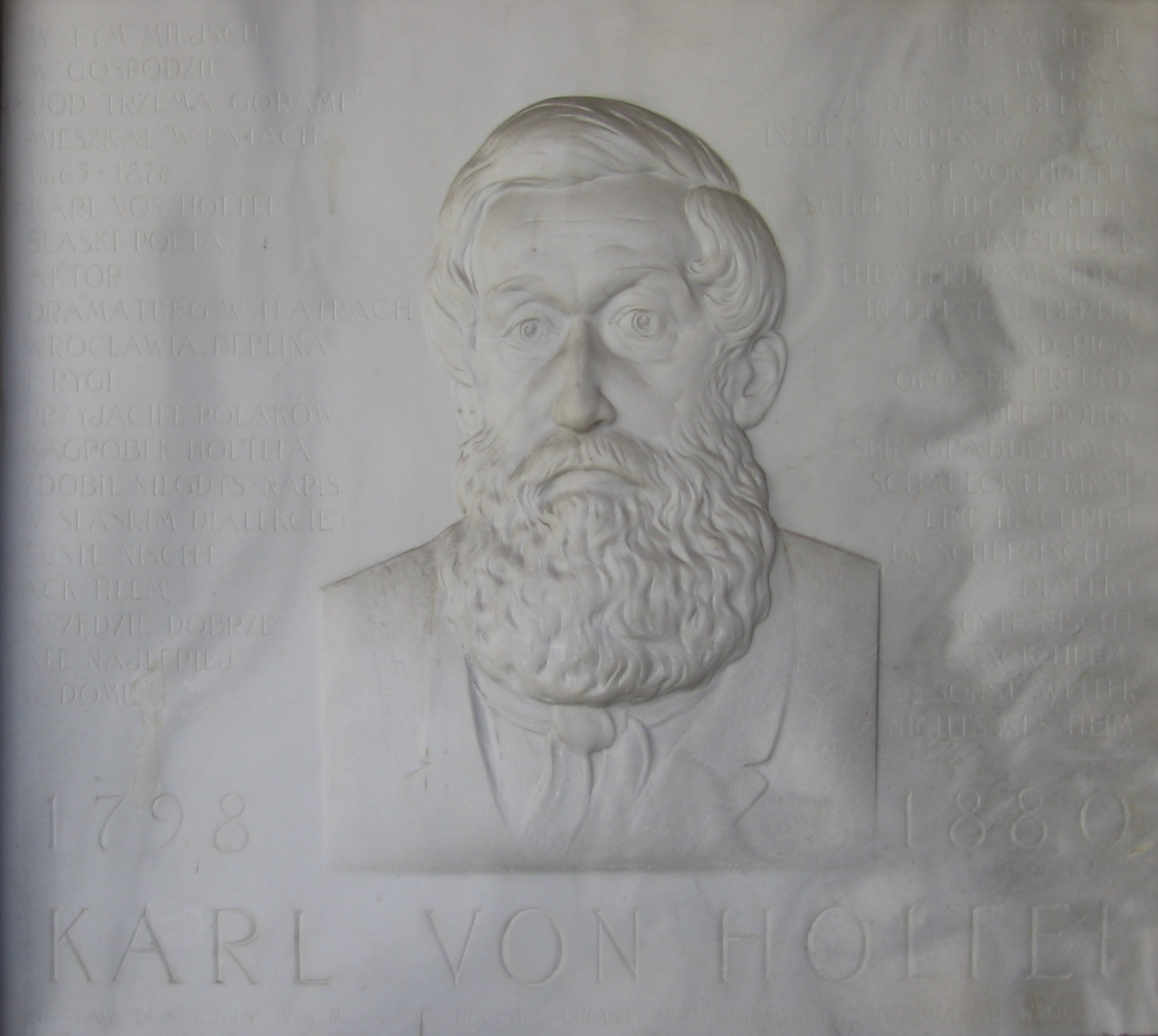
Tablica pamiątkowa we Wrocławiu

Karl Eduard von Holtei (ur. 24 stycznia 1798 we Wrocławiu, zm. 12 lutego 1880 tamże) – niemiecki poeta romantyczny, pisarz, aktor i reżyser teatralny. Uważany za najbardziej barwną postać kulturalną XIX-wiecznego Dolnego Śląska.

## Życiorys
Jego ojciec był huzarem, matka zmarła, gdy był jeszcze dzieckiem. Uczęszczał do gimnazjum we Wrocławiu. W 1815 r. ochotniczo wstąpił do armii pruskiej, zaraz potem zaczął studiować prawo na Uniwersytecie we Wrocławiu, lecz szybko zrezygnował na rzecz teatru. W młodości zadebiutował w teatrze pałacowym w Gorzanowie (wówczas Grafenort), do którego został zaproszony w 1816 r. przez hrabiego Johanna Hieronymusa von Herbersteina. Na scenie zawodowej debiutował w teatrze wrocławskim jako Mortimer w sztuce Maria Stuart Schillera. Przez następne dwa lata prowadził wędrowne życie, częściej recytując swoje wiersze niż występując jako aktor na scenie.
4 lutego 1821 ożenił się z aktorką Luise Rogée w kościele ewangelickim w Obornikach Śląskich (Obernigk), z którą zamieszkał w swojej rezydencji w tejże miejscowości. Po narodzinach dzieci (syn Heinrich, zm. w 1836 oraz córka Marie Henriette, ur. 1822) zasadził przed swoim domem jodły – po latach jodła stała się herbem miasta. Założyciel i redaktor gazety „Obernigker Bote”. Wraz z żoną przeprowadził się do Wrocławia, gdzie pracował jako poeta teatralny w Kalte Asche. Później przeniósł się do Berlina, gdzie jego żona miała kontrakt w teatrze na dworze królewskim. Napisał tu wodewile: Die Wiener in Berlin (1824), i Die Berliner in Wien (1825), które zdobyły wielką popularność.
Wkrótce po śmierci pierwszej żony w 1825 r. otrzymał kontrakt w berlińskim Königsstädtisches Theater przy Alexanderplatz, napisał tam wiele sztuk teatralnych, m.in. Lenone (1829) oraz Der alte Feldherr (1829), która przez wiele sezonów odnosiła sukcesy sceniczne w Niemczech, a zawarte w niej pieśni (m.in. Denkst du daran, mein tapferer Lagienka) były popularne wśród kataryniarzy. W 1830 ożenił się z Julią Holzbecher (1809–1839), aktorką pracującą w tym samym teatrze, grał z nią w Darmstadt. Po powrocie do Berlina w 1831 r. napisał libretto do opery Des Adlers Horst dla Franza Gläsera (1798–1861), a dla Ludwiga Devrienta dramat, Der dumme Peter (1837).
W 1833 r. Holtei wrócił na scenę i wraz z żoną odbył tournée po ważnych miejscowościach, objęło ono m.in. Hamburg, Lipsk, Drezno, Monachium i Wiedeń. Jego zdolności recytatorskie, zwłaszcza dramatów Szekspira przyniosły mu dużą sławę i w rezultacie stanowisko kierownika teatru w Wiedniu. Chociaż był zadowolony z sukcesów aktorskich i recytatorskich opuścił Wiedeń w 1836 r. i w latach 1837–1839 kierował teatrem w Rydze, gdzie zmarła jego druga żona.
Podróżował po Niemczech recytując wiersze, na krótko przyjął posadę we Wrocławiu, następnie osiadł w 1847 w Grazu, gdzie napisał powieści: Die Vagabunden (1851), Christian Lammfell (1853) i Der letzte Komödiant (1863). Ostatnie lata życia spędził we Wrocławiu, gdzie z powodu podeszłego wieku wymagając opieki zamieszkał w klasztorze, tam zmarł. Pochowany został na Cmentarzu Bernardyńskim, grób zniwelowano przy likwidacji cmentarza ok. 1970 r.
Holtei wprowadził do kultury niemieckiej wodewil. Był też pisarzem lirycznym, ważniejszymi jego dziełami tego rodzaju są Schlesische Gedichte (1830), Gedichte (1861), Stimmen des Waldes (1854). Stał się popularny na Śląsku, napisawszy wiele wierszy w lokalnym dialekcie. W młodości wiele czasu spędzał w wiejskim otoczeniu miejscowości Obernigk (ob. Oborniki Śląskie), stąd też w wielu wierszach opowiadał o krainie swego dzieciństwa – małej cichej osadzie wśród lasów i wzgórz. Napisał autobiografię Holteia Vierzig Jahre (1843-1850) z suplementem Noch ein Jahr in Schlesien (1864). W latach sześćdziesiątych kilkukrotnie odwiedził ziemię kłodzką, gdzie korzystał z tamtejszych uzdrowisk. Po jego kilkukrotnych odwiedzinach i obdarowaniu długim wierszem, 1 września 1867 r. władze miasta Bad Reinerz (ob. Duszniki-Zdrój) nadały mu honorowe obywatelstwo, za co odwdzięczył się darując miastu pieśń i portret z autografem i dedykacją.

## Związki z Polską
Był przyjaźnie nastawiony do Polski i Polaków. Przyjaźnił się z Adamem Mickiewiczem. Tłumaczył jego utwory na język niemiecki (choć nie zabrakło głosów sceptyków twierdzących, że nie podawał przy tym, że jest to tłumaczenie), a losy wielu polskich bohaterów takich jak m.in. Tadeusz Kościuszko nie były mu obojętne, co udowodnił pisząc utwory Stary wódz, Stanisław, czy Ostatni Polak. Wiele miejsc w miastach w których bywał, zarówno Polski, jak i innych rejonów Europy, otrzymało nazwy na cześć poety i jego działalności.

## Upamiętnienie

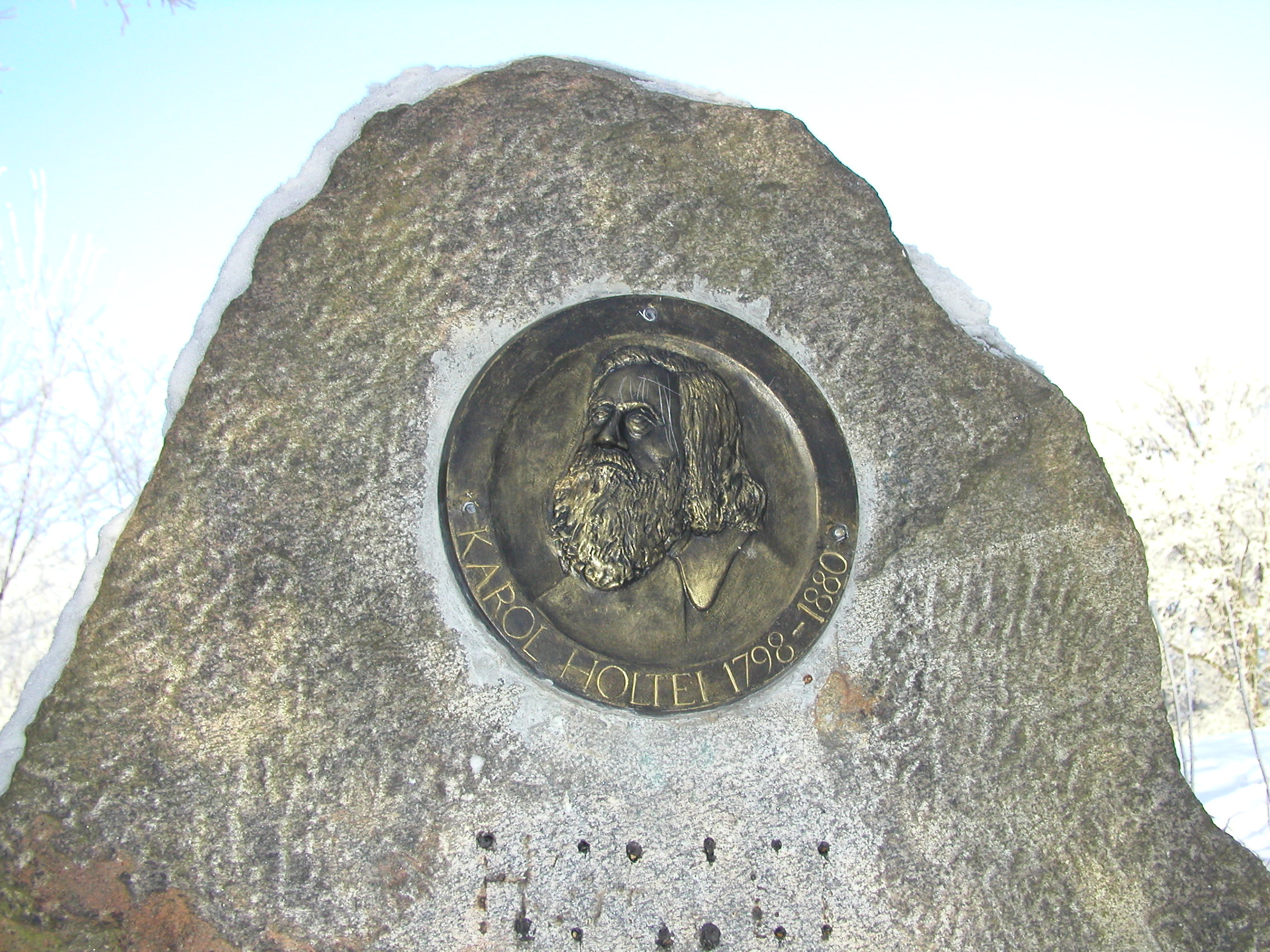
Kamień pamiątkowy w Obornikach Śląskich

- imię Holteia Holteistrasse miała w okresie Rzeszy Niemieckiej dzisiejsza ulica Wojewódzka w Katowicach[3], w Zielonej Górze obecna ulica Kukułcza[4], a w Legnicy obecna ul. Okrzei[5].
- pomnik Karla von Holteia na Wzgórzu Polskim (dawniej Holteia) i tablica pamiątkowa przy ul. Rzeźniczej we Wrocławiu
- kamień pamiątkowy w Obornikach Śląskich
- w Masywie Ślęży znajduje się Rozdroże Holteia, na skrzyżowaniu szlaków czerwonego i czarnego (współrzędne 50°51′30,6″N 16°43′08,3″E/50,858498 16,718981)[6]

- dnia 9 listopada 1997 roku jego imię nadano Liceum Ogólnokształcącemu w Obornikach Śląskich, jako symbol pojednania polsko-niemieckiego